# تپه یونجه جار
تپه یونجه جار مربوط به کالکولتیک (مس‌سنگی) ـ دوره اسلامی قرن ۶ تا ۸ ه.ق است و در شهرستان تکاب، بخش مرکزی، دهستان انصار، روستای تاشه کبود واقع شده است. این اثر در تاریخ ۳۰ دی ۱۳۸۵ با شمارهٔ ثبت ۱۶۸۰۴ به عنوان یکی از آثار ملی ایران به ثبت رسیده است.